# シアトルロール

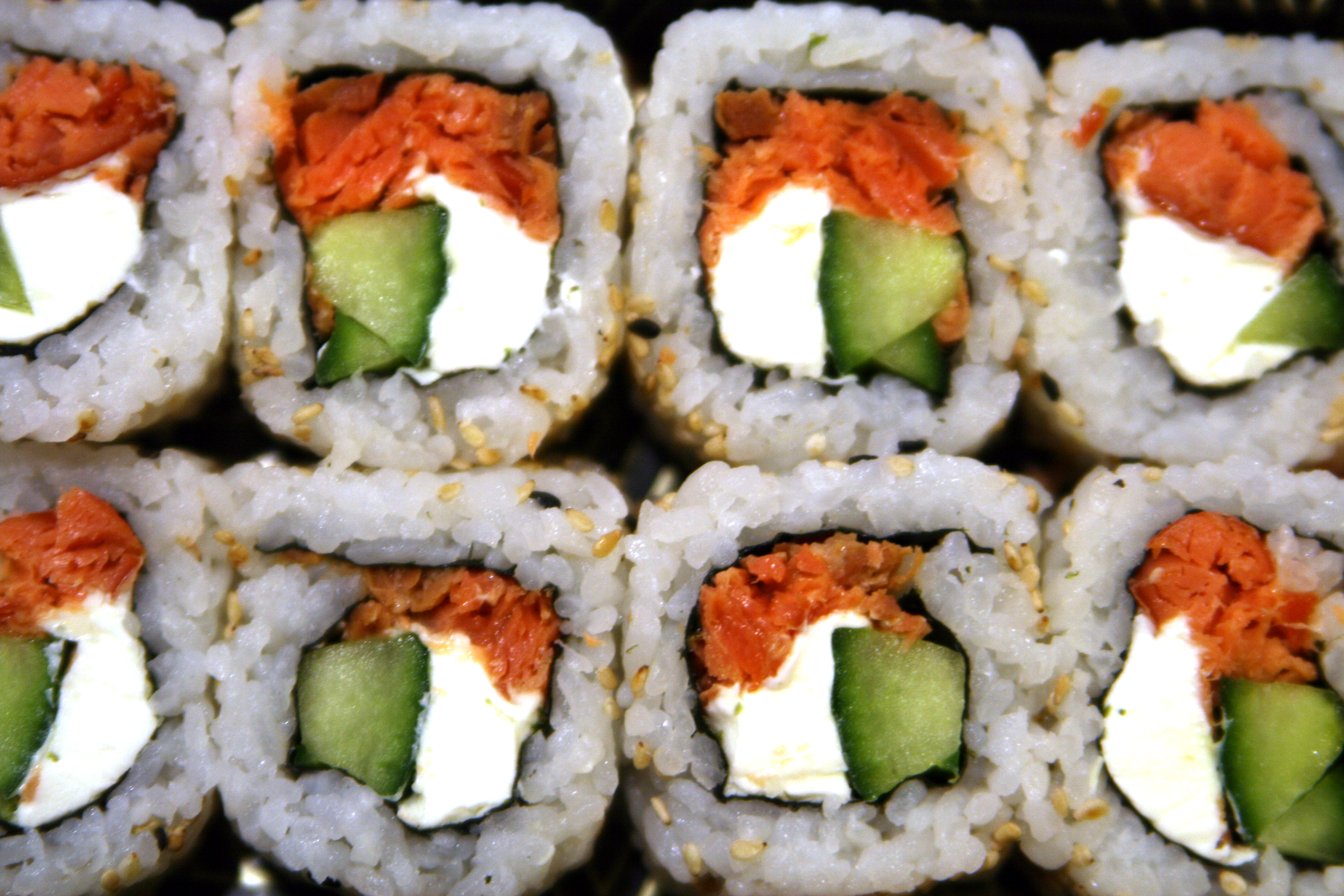
サーモン、キュウリ、クリームチーズを巻いたシアトルロール

シアトルロール(英語: Seattle roll)は、カリフォルニアロールに似た巻きずしの一種である。キュウリ、アボカド、生のサーモン、真砂子かとびこを具材として用いるのが一般的である。具材にスモークサーモンやクリームチーズを用いる変わり種もある。
シアトルのレストランで提供され、料理評論家にも人気がある。